# Liste der Baudenkmäler in Oberscheinfeld
Auf dieser Seite sind die Baudenkmäler in dem mittelfränkischen Markt Oberscheinfeld zusammengestellt. Diese Tabelle ist eine Teilliste der Liste der Baudenkmäler in Bayern. Grundlage ist die Bayerische Denkmalliste, die auf Basis des Bayerischen Denkmalschutzgesetzes vom 1. Oktober 1973 erstmals erstellt wurde und seither durch das Bayerische Landesamt für Denkmalpflege geführt wird. Die folgenden Angaben ersetzen nicht die rechtsverbindliche Auskunft der Denkmalschutzbehörde.
 Diese Liste gibt den Fortschreibungsstand vom 16. April 2020 wieder und enthält 63 Baudenkmäler.
In dieser Kartenansicht sind Baudenkmäler ohne Koordinaten mit einem roten bzw. orangen Marker dargestellt und können in der Karte gesetzt werden. Baudenkmäler ohne Bild sind mit einem blauen bzw. roten Marker gekennzeichnet, Baudenkmäler mit Bild mit einem grünen bzw. orangen Marker.

## Baudenkmäler nach Gemeindeteilen

### Oberscheinfeld
| Lage                                                                                        | Objekt                                             | Beschreibung | Akten-Nr.     | Bild           |
| ------------------------------------------------------------------------------------------- | -------------------------------------------------- | --- | ------------- | -------------- |
| Alter Wolf, zwischen Brennschlag und Prühler Wald (Standort)                                | Wildbannstein                                      | 17./18. Jahrhundert | D-5-75-157-22 | BW             |
| an der Straße nach Prühl ()                                                                 | Bildstock                                          | 1854 | D-5-75-157-16 |                |
| Auf dem Galgenknock (Standort)                                                              | Bildstock                                          | Reliefreich, mit Kreuzigungsdarstellung im Aufsatz, Rückseite verwittert, Sandstein, Mitte 18. Jahrhundert | D-5-75-157-13 | BW             |
| Nähe Erlabronner Straße (Standort)                                                          | Bildstock                                          | Pfeilerschaft mit Figurennischen und Fruchtgirlanden, geschweifter Aufsatz mit Relief der Marienkrönung und rückseitig der Kreuzigung, Sandstein, 1729 | D-5-75-157-18 | weitere Bilder |
| Großer Forst (Standort)                                                                     | Burgstall Scharfeneck                              | Turm, Quaderbau auf quadratischem Grundriss, grauer Sandstein, Eckquaderung gelber Sandstein, Dach und Obergeschoss fehlend, 14. Jahrhundert, zwei Halsgräben, östlich des Turmes, mittelalterlich | D-5-75-157-20 | weitere Bilder |
| Hesselrain (Standort)                                                                       | Bildstock                                          | Geschweifter Aufsatz mit Relief des Heiligen Georg, 1837, am Fußweg nach Krettenbach | D-5-75-157-14 | weitere Bilder |
| Hirtenfeld, an der Straße nach Erlabronn (Standort)                                         | Bildstock                                          | Konkaves Postament mit Kartuschen, Pfeiler mit Reliefornament und korinthischen Kapitell, Aufsatz mit Marienbild, Sandstein, Mitte 18. Jahrhundert | D-5-75-157-19 | weitere Bilder |
| Langgaßäcker, am nordöstlichen Ortsausgang, nördlich der Prühler Straße (Standort)          | Bildstock                                          | Besonders reiche bildliche Reliefgestaltung, im Aufsatz Kreuzigung, rückseitig Vesperbild, Sandstein, Mitte 18. Jahrhundert, Patriarchenkreuz, 19. Jahrhundert | D-5-75-157-17 | weitere Bilder |
| Langgasse 1 (Standort)                                                                      | Ehemalige Schmiede                                 | Zweigeschossiger Satteldachbau auf polygonalem Grundriss mit Sandsteinquadermauerwerk im Erdgeschoss und Fachwerkobergeschoss, bezeichnet „1829“, davor Beschlagplatz mit Holzkonstruktion und Pultdach, 1861, Hausmadonna, 19. Jahrhundert                                                                    | D-5-75-157-1  | weitere Bilder |
| Langgasse 5 (Standort)                                                                      | Wohnhaus                                           | Zweigeschossiger Schopfwalmdachbau mit Ecklisenen und geohrter, profilierter Türrahmung, 18. Jahrhundert | D-5-75-157-2  | weitere Bilder |
| Langgasse 5 (Standort)                                                                      | Scheune                                            | Sandsteinquaderbau mit Fachwerkgiebel und Steilsatteldach, bez. 1875 | D-5-75-157-2  | weitere Bilder |
| Langgasse 6 (Standort)                                                                      | Wohnhaus                                           | Zweigeschossiger Sandsteinquaderbau mit Walmdach, Gurtgesims, Eckpilastern und Relief der Hl. Familie, bez. 1840 | D-5-75-157-3  | weitere Bilder |
| Marktplatz 1 (Standort)                                                                     | Rathaus                                            | Dreigeschossiger Sandsteinquaderbau mit Satteldach und Treppengiebel, 1827 | D-5-75-157-4  | weitere Bilder |
| Marktplatz 2 (Standort)                                                                     | Gasthof Rückel                                     | Zweigeschossiger, traufseitiger Halbwalmdachbau mit verputztem Fachwerkobergeschoss, erste Hälfte 19. Jahrhundert | D-5-75-157-5  | weitere Bilder |
| Marktplatz 2 (Standort)                                                                     | Wirtshausschild                                    | 19. Jahrhundert | D-5-75-157-5  | weitere Bilder |
| Marktplatz 6 (Standort)                                                                     | Brauereigasthof Münich                             | Zweigeschossiger, giebelständiger Schopfwalmdachbau mit Fachwerkobergeschoss, Eckpilastern, Gurtgesimsen und geohrten Fensterrahmungen, bezeichnet „1800“ | D-5-75-157-6  | weitere Bilder |
| Marktplatz 6 (Standort)                                                                     | Hofmauer                                           | Massive Mauer mit zwei Rundbogentoren für Durchgang und Durchfahrt, bezeichnet „1701“ | D-5-75-157-6  | weitere Bilder |
| Marktplatz 8 (Standort)                                                                     | Gasthaus Roter Ochse                               | Zweigeschossiger Walmdachbau mit Fachwerkobergeschoss, südlicher Flügel Sandsteinquaderbau, 18./19. Jahrhundert, mit Wirtshausschild, schmiedeeisern, 19. Jahrhundert | D-5-75-157-7  | weitere Bilder |
| Marktplatz 8 (Standort)                                                                     | Torpfeiler                                         | Steinquader mit Kugelaufsatz, bezeichnet „1747“ | D-5-75-157-7  | weitere Bilder |
| Pfarrgasse 2 (Standort)                                                                     | Katholische Pfarrkirche Sankt Gallus               | Spätmittelalterliche Chorturmkirche, Langhaus, Sandsteinquaderbau mit Satteldach und hoch liegenden Rundbogenfenstern, Turm, quadratischer, dreigeschossiger Massivbau mit Pyramidendach, Turm im Kern 15. Jahrhundert, nach Brand wieder aufgebaut 1922, Langhaus von Eugen Altenhöfer, 1935, mit Ausstattung | D-5-75-157-8  | weitere Bilder |
| Pfarrgasse 14 (Standort)                                                                    | Wohnhaus                                           | Zweigeschossiger Mansardwalmdachbau mit verputztem Fachwerkobergeschoss, 1777 | D-5-75-157-9  | weitere Bilder |
| Scheine, am südlichen Ortsrand (Standort)                                                   | Bildstock                                          | Um 1860 | D-5-75-157-15 | weitere Bilder |
| Scheusberg, nördlich Seufertshof, an der Regierungsbezirksgrenze zu Unterfranken (Standort) | Grenzstein                                         | 1614; nicht nachqualifiziert, im Bayerischen Denkmal-Atlas nicht kartiert | D-5-75-157-23 | BW             |
| Schlossberg (Standort)                                                                      | Bildstock                                          | Aufsatz mit Relief der Marienkrönung, Sandstein, mit Patriarchenkreuz, 18. Jahrhundert | D-5-75-157-21 | weitere Bilder |
| Schloßstraße 12 (Standort)                                                                  | Ehemaliges Bamberger Amtshaus, sogenanntes Schloss | Dreigeschossiger Walmdachbau mit genuteten Ecklisenen und Hausteinrahmungen, im Erdgeschoss stichbogige Rahmungen, über älterem Kern, unter Mitwirkung von Johann Jacob Michael Küchel, 1749–1750 | D-5-75-157-10 | weitere Bilder |
| Bei Schloßstraße 12 (Standort)                                                              | Bildstock                                          | Mit Relief der Marienkrönung, bezeichnet „1949“ | D-5-75-157-12 | weitere Bilder |
| Nähe Stierhöfstettener Straße (Standort)                                                    | Friedhof                                           | Ummauerte Anlage, 1803, mit Grabmälern und Heiligenfiguren, 18. bis erste Hälfte 20. Jahrhundert | D-5-75-157-11 | weitere Bilder |
| Nähe Stierhöfstettener Straße (Standort)                                                    | Friedhofsmauer                                     | niedrig aus Sandsteinquadern mit halbrunder Abdeckung, 1830 | D-5-75-157-11 | weitere Bilder |
| Stierhöfstettener Straße 2 (Standort)                                                       | Hofanlage: Wohnhaus                                | Eingeschossiger, giebelständiger Sandsteinquaderbau mit Satteldach, Fachwerkgiebel und Sandsteingliederung, 18./frühes 19. Jh. | D-5-75-157-71 | weitere Bilder |
| Stierhöfstettener Straße 2 (Standort)                                                       | Hofanlage: Stall                                   | Eingeschossiger, giebelständiger Sandsteinquaderbau mit steilem Satteldach und Fachwerk-Aufzugsgaube mit Satteldach, 18./frühes 19. Jh. | D-5-75-157-71 | weitere Bilder |
| Stierhöfstettener Straße 2 (Standort)                                                       | Hofanlage: Scheune                                 | Langgestreckter Sandsteinquaderbau mit mächtigem Satteldach und Lisenengliederung, östlicher Giebel in Fachwerk, bez. 1879, Verlängerung nach Westen bez. 1902 | D-5-75-157-71 | weitere Bilder |
| Stierhöfstettener Straße 2 (Standort)                                                       | Hofanlage: Ökonomiegebäude                         | Eingeschossiger Hausteinbau mit hohem Kniestock und Satteldach, bez. 1904 | D-5-75-157-71 | BW             |
| Vierzigmorgenstück, etwa 400 m südlich, Regierungsbezirksgrenze (Standort)                  | Zwei Grenzsteine                                   | 17. Jahrhundert | D-5-75-157-24 | BW             |

### Appenfelden
| Lage                                            | Objekt                                  | Beschreibung | Akten-Nr.     | Bild                                    |
| ----------------------------------------------- | --------------------------------------- | --- | ------------- | --------------------------------------- |
| Appenfelden 64 (Standort)                       | Katholische Kuratiekirche Sankt Michael | Saalbau mit polygonalem Chorabschluss, Satteldach, Dachreiter mit Zwiebelhaube, Ecklisenen und profilierten Gurtgesimsen, 1765, Sakristeianbau mit Walmdach, 19. Jahrhundert, mit Ausstattung | D-5-75-157-25 | Katholische Kuratiekirche Sankt Michael |
| Kapelläcker, an der Straße nach Haag (Standort) | Bildstock                               | Reliefierter Pfeiler auf Postament, Volutenaufsatz mit geschweiften Abschluss und Relief der Marienkrönung, Kreuzaufsatz, Sandstein, erste Hälfte 19. Jahrhundert                             | D-5-75-157-26 | weitere Bilder                          |

### Herpersdorf
| Lage                                                    | Objekt              | Beschreibung | Akten-Nr.     | Bild           |
| ------------------------------------------------------- | ------------------- | --- | ------------- | -------------- |
| Birschenfeld, westlich der Kapelle (Standort)           | Bildstock           | Volutenaufsatz mit ädikulaähnlicher Rahmung, halbrunder Verdachung und Pinienzapfen, Relief der Marienkrönung, rückseitig des Heiligen Georg, Sandstein, bezeichnet „1840“ | D-5-75-157-36 | weitere Bilder |
| Birschenfeld (Standort)                                 | Katholische Kapelle | Neuromanischer Saalbau mit polygonalem Chorabschluss, schiefergedeckter Satteldachbau aus Sandsteinquadern mit Rundbogenöffnungen und Ecklisenen, um 1880                  | D-5-75-157-27 | weitere Bilder |
| Herpersdorf 1, an der Straße nach Burgambach (Standort) | Bildstock           | 1759 | D-5-75-157-31 | BW             |
| Herpersdorf 2 (Standort)                                | Gasthaus Zur Linde  | Zweigeschossiger Walmdachbau mit einseitiger, nördlicher Mansarde und verputztem Fachwerkobergeschoss, im Kern 18. Jahrhundert, Umbau 1822                                 | D-5-75-157-28 | weitere Bilder |
| Herpersdorf 5, in Ortsmitte (Standort)                  | Wegkapelle          | Kleiner Fachwerkbau mit Satteldach, 19. Jahrhundert, darin steinernes Vesperbild, bezeichnet 1736, überarbeitet bezeichnet „1887“                                          | D-5-75-157-30 | weitere Bilder |
| In Herpersdorf, vor der ehemaligen Sägemühle (Standort) | Bildstock           | Neugotisch mit Marienrelief und Kreuzaufsatz, Sandstein, bezeichnet „1857“                                                                                                 | D-5-75-157-32 | weitere Bilder |
| Mühlfeld, an der Straße nach Oberscheinfeld (Standort)  | Bildstock           | Aufsatz mit Dreiecksverdachung, Krabbenbesatz und Pietarelief, Sandstein, Mitte 19. Jahrhundert                                                                            | D-5-75-157-33 | weitere Bilder |
| Seewiesen, am Fußweg nach Ziegelmühle (Standort)        | Bildstock           | Erste Hälfte 19. Jahrhundert | D-5-75-157-35 | BW             |
| Seewiesen, am Fußweg nach Ziegelmühle (Standort)        | Bildstock           | Breiter Aufsatz mit Relief der Arma Christi, Sandstein, bezeichnet „1688“                                                                                                  | D-5-75-157-34 | weitere Bilder |

### Krettenbach
| Lage                     | Objekt        | Beschreibung | Akten-Nr.     | Bild          |
| ------------------------ | ------------- | --- | ------------- | ------------- |
| Krettenbach 4 (Standort) | Wohnstallhaus | Zweigeschossiger Sandsteinquaderbau mit Halbwalmdach, genuteten Eckpilastern, Stichbogenfenstern und profiliertem Gurtgesims, bezeichnet „1803“, aufgestockt 1865 | D-5-75-157-38 | Wohnstallhaus |

### Mannhof
| Lage                                         | Objekt            | Beschreibung                                                                          | Akten-Nr.     | Bild |
| -------------------------------------------- | ----------------- | ------------------------------------------------------------------------------------- | ------------- | ---- |
| Mannhof 1 (Standort)                         | Gutshof, Wohnhaus | Zweigeschossiger Halbwalmdachbau mit Sandsteinrahmungen, erste Hälfte 19. Jahrhundert | D-5-75-157-40 | BW   |
| Mannhof 1 (Standort)                         | Gutshof, Scheune  | Halbwalmdachbau aus unregelmäßigen Sandsteinquadern, erste Hälfte 19. Jahrhundert     | D-5-75-157-40 | BW   |
| Sturzberg, im Forstbezirk Mannhof (Standort) | Triebstein        | Sandstein, stark verwittert, bezeichnet „1587“                                        | D-5-75-157-41 | BW   |

### Oberambach
| Lage                                                              | Objekt                           | Beschreibung | Akten-Nr.     | Bild           |
| ----------------------------------------------------------------- | -------------------------------- | --- | ------------- | -------------- |
| Oberambach 20, an der Straßengabel Herrnberg/Schönaich (Standort) | Bildstock                        | Postament und sich verjüngender Pfeiler mit Reliefs, Volutenaufsatz halbrund schließend mit Relief der Vierzehn Nothelfer, rückseitig der Pieta, bekrönt mit kreuztragenden Christus, Sandstein, 18. Jahrhundert, verändert bezeichnet „1893“ | D-5-75-157-44 | weitere Bilder |
| In Oberambach (Standort)                                          | Katholische Kapelle Sankt Marien | Eingeschossiger Sandsteinquaderbau mit eingezogenem polygonalem Chor, Satteldach, Giebelreiter mit Pyramidendach, Rundbogenfenstern und Rahmenbändern, 1882, mit Ausstattung                                                                  | D-5-75-157-42 | weitere Bilder |

### Prühl
| Lage                      | Objekt                               | Beschreibung | Akten-Nr.              | Bild           |
| ------------------------- | ------------------------------------ | --- | ---------------------- | -------------- |
| Hauptstraße 11 (Standort) | Bauerngut, Wohnhaus                  | Zweigeschossiger Schopfwalmdachbau mit Gurtgesimsen, Ecklisenen und teils geohrten Rahmungen, um 1835 | D-5-75-157-66          | weitere Bilder |
| Hauptstraße 11 (Standort) | Bauerngut, Nebengebäude              | Satteldachbau, Südwand mit Fachwerkgiebel und Quadermauerwerk mit hohem Rundbogentor, Ostwand offen, mit Stalleinbau, bezeichnet „1851“ | D-5-75-157-66          | weitere Bilder |
| Hauptstraße 11 (Standort) | Bauerngut, Hoftor                    | Rechteckiges Pfeilerportal mit Vasenaufsätzen, bezeichnet „1835“, Torflügel und Zaun, schmiedeeisern, zweite Hälfte 19. Jahrhundert | D-5-75-157-66          | weitere Bilder |
| Hauptstraße 16 (Standort) | Wohnhaus                             | Eingeschossiger, giebelständiger Satteldachbau aus Bruchsteinmauerwerk mit Fachwerkgiebel, bezeichnet „1861“ | D-5-75-157-49          | weitere Bilder |
| Hauptstraße 16 (Standort) | Nebengebäude                         | Eingeschossiger Satteldachbau aus Bruchsteinmauerwerk mit Fachwerkgiebel, wohl zeitgleich | D-5-75-157-49          | weitere Bilder |
| Hauptstraße 19 (Standort) | Gasthaus                             | Zweigeschossiger, giebelständiger Steinquaderbau mit Satteldach, genuteten Eckpilastern, Gurtgesimsen und stichbogigen Fenstern im Obergeschoss, bezeichnet 1848, Obergeschoss bezeichnet „1901“ | D-5-75-157-46          | weitere Bilder |
| Hauptstraße 35 (Standort) | Ehemalige Schule                     | Zweigeschossiger Walmdachbau mit genuteten Ecklisenen und profilierten, geohrten Rahmungen, um 1800 | D-5-75-157-47          | weitere Bilder |
| Hauptstraße 37 (Standort) | Ehemaliges Wohnstallhaus             | Eingeschossiger Steinquaderbau mit Satteldach und Ecklisenen, Giebel und Zwerchhaus aus Fachwerk, 1830 | D-5-75-157-48          | weitere Bilder |
| Kirchstraße 1 (Standort)  | Evangelisch-lutherische Filialkirche | Spätklassizistischer Saalbau, Steinquadermauerwerk mit Rundbogenfenstern und Rahmenblenden, Langhaus mit Satteldach, Westturm quadratisch, im Läutgeschoss oktogonal, mit Pyramidendach, eingezogener Chor mit Walmdach, bezeichnet „1854–55“, Sakristeianbau im Osten, wohl nach Plänen von Eyrich, 1905, mit Ausstattung | D-5-75-157-45 Wikidata | weitere Bilder |
| Kirchstraße 6 (Standort)  | Wohnstallhaus                        | Eingeschossiger Satteldachbau mit Fachwerkgiebel, Mitte 19. Jahrhundert | D-5-75-157-50          | weitere Bilder |

### Prühlermühle
| Lage                      | Objekt | Beschreibung | Akten-Nr.     | Bild  |
| ------------------------- | ------ | --- | ------------- | ----- |
| Prühlermühle 1 (Standort) | Mühle  | Zweigeschossiger Steinquaderbau mit Schopfwalmdach, Gurtgesimsen, genuteten Eckpilastern und Stichbogenfenstern, 1860 | D-5-75-157-51 | Mühle |

### Schönaich
| Lage                   | Objekt                   | Beschreibung | Akten-Nr.     | Bild           |
| ---------------------- | ------------------------ | --- | ------------- | -------------- |
| Schönaich 1 (Standort) | Wohnhaus                 | Eingeschossiger Sandsteinquaderbau mit Satteldach, Fledermausgaube und Fachwerkgiebel, bezeichnet „1841“                                                             | D-5-75-157-52 | Wohnhaus       |
| Schönaich 2 (Standort) | Wohnstallhaus            | Eingeschossiger Satteldachbau mit Fachwerkgiebel, erste Hälfte 19. Jahrhundert                                                                                       | D-5-75-157-53 | Wohnstallhaus  |
| Schönaich 3 (Standort) | Wohnhaus                 | Zweigeschossiger Walmdachbau mit einseitiger, westlicher Mansarde, Fachwerkobergeschoss und geohrte, profilierte Hausteinrahmungen, bezeichnet „1789“, Umbau um 1905 | D-5-75-157-54 | weitere Bilder |
| Schönaich 3 (Standort) | Backhaus                 | Sandsteinquaderbau mit Satteldach und Fachwerkgiebel, 18./19. Jahrhundert                                                                                            | D-5-75-157-54 | weitere Bilder |
| Schönaich 6 (Standort) | Ehemaliges Wohnstallhaus | Eingeschossiger Sandsteinquaderbau mit Satteldach, Eckpilastern und Fachwerkgiebel, bezeichnet „1843“                                                                | D-5-75-157-55 | weitere Bilder |

### Stierhöfstetten
| Lage                                                | Objekt                                           | Beschreibung | Akten-Nr.     | Bild           |
| --------------------------------------------------- | ------------------------------------------------ | --- | ------------- | -------------- |
| Dorfstraße 1 (Standort)                             | Wohnstallhaus                                    | Eingeschossiger Satteldachbau mit verputztem Fachwerkgiebel, an Südwand geohrte Hausteinrahmungen, bezeichnet „1788“                                                                                     | D-5-75-157-59 | weitere Bilder |
| Dorfstraße 4 (Standort)                             | Wohnhaus                                         | Zweigeschossiger Sandsteinquaderbau mit Satteldach und Schopf, geohrten Fensterrahmungen im Erdgeschoss, um 1800, Fachwerkobergeschoss im Westen über älterem Keller, 19. Jahrhundert                    | D-5-75-157-61 | BW             |
| Greuther Straße 4 (Standort)                        | Wohnstallhaus                                    | Zweigeschossiger Schopfwalmdachbau mit Fachwerkobergeschoss, Eckpilastern und bandförmigen Gurtgesims, 1825                                                                                              | D-5-75-157-58 | weitere Bilder |
| Greuther Straße 6 (Standort)                        | Ehemaliges Gasthaus                              | Zweigeschossiger Sandsteinquaderbau mit Schopfwalmdach und Hopfengauben, genuteten Eckpilastern, Stichbogenfenstern und Gurtgesimsen, bezeichnet „1868“                                                  | D-5-75-157-57 | weitere Bilder |
| Kirchberg 2 (Standort)                              | Pfarrhaus                                        | Zweigeschossiger Sandsteinquaderbau mit Satteldach, Mittelrisalit mit Dreiecksgiebel, Eckquaderung und geohrten Rahmungen, zweite Hälfte 19. Jahrhundert                                                 | D-5-75-157-62 | weitere Bilder |
| Kirchberg 4 (Standort)                              | Evangelisch-lutherische Pfarrkirche Sankt Sixtus | Chorturmkirche, dreigeschossiger Turm mit Gurtgesimsen, Eckquaderung und Pyramidendach, im Kern hochmittelalterlich, Langhaus mit Satteldach und Hausteinrahmungen, spätmittelalterlich, mit Ausstattung | D-5-75-157-56 | weitere Bilder |
| Kirchberg 4 (Standort)                              | Einfriedung                                      | Torpfeiler mit schmiedeeisernem Zaun, viertes Viertel 19. Jahrhundert | D-5-75-157-56 | weitere Bilder |
| Krumme Leiten, westlich des Schießberges (Standort) | Grenzstein                                       | 18. Jahrhundert; nicht nachqualifiziert, im Bayerischen Denkmal-Atlas nicht kartiert | D-5-75-157-63 | BW             |
| Wiesenweg 3 (Standort)                              | Bauernhof, Wohnstallhaus                         | Zweigeschossiger Satteldachbau mit Schopf, Fledermausgaube, Eckpilastern und Gurtgesimsen, bezeichnet „1794“                                                                                             | D-5-75-157-60 | weitere Bilder |
| Wiesenweg 3 (Standort)                              | Bauernhof, Nebengebäude, Remisen                 | Dreiteilige Baugruppe, Fachwerkbauten, teils Quadermauerwerk mit Satteldach, 19. Jahrhundert | D-5-75-157-60 | BW             |
| Wiesenweg 3 (Standort)                              | Bauernhof, Einfriedung                           | Sandsteinquadermauer mit halbrunder Abdeckung und Torpfeiler mit Kugel- oder Vasenaufsatz, bezeichnet „1883“                                                                                             | D-5-75-157-60 | weitere Bilder |

### Ziegelhütte
| Lage                        | Objekt                                        | Beschreibung                                                                            | Akten-Nr.     | Bild           |
| --------------------------- | --------------------------------------------- | --------------------------------------------------------------------------------------- | ------------- | -------------- |
| Prühler Straße 1 (Standort) | Ehemalige Ziegelhütte, Wohnhaus               | Zweigeschossiger Quaderbau mit genuteten Ecklisenen, Gurtgesimsen und Hausmadonna, 1828 | D-5-75-157-64 | weitere Bilder |
| Prühler Straße 1 (Standort) | Ehemalige Ziegelhütte, südliches Nebengebäude | Eingeschossiger Steinquaderbau mit Walmdach, nach 1830                                  | D-5-75-157-64 | weitere Bilder |

### Ziegelmühle
| Lage                     | Objekt                | Beschreibung                                                              | Akten-Nr.     | Bild |
| ------------------------ | --------------------- | ------------------------------------------------------------------------- | ------------- | ---- |
| Ziegelmühle 1 (Standort) | Ehemaliges Mühlenhaus | Eingeschossiger Sandsteinquaderbau mit Mansardwalmdach, bezeichnet „1851“ | D-5-75-157-65 | BW   |